# Orthodeoxie
Als Orthodeoxie wird in der Medizin eine Abnahme der Sauerstoffsättigung bei Lagewechsel des Körpers vom Liegen zum Sitzen bzw. zum Stehen bezeichnet. Sie wird wahrscheinlich durch eine orthostatisch bedingte Zunahme der Durchblutung in den schlechter belüfteten unteren (basalen) Lungenabschnitten verursacht. Im Normalfall wird die Orthodeoxie durch den Euler-Liljestrand-Reflex rasch korrigiert, nennenswerte Ausmaße erreicht sie gelegentlich bei Shuntvitien oder dem hepatopulmonalen Syndrom.
Kommt es gleichzeitig mit der Abnahme der Sauerstoffsättigung auch zu einer Atemnot, so wird dies als Platypnoe-Orthodeoxie-Syndrom bezeichnet.